# カツヲ
カツヲ（かつを）
- 漫画『ひとりぼっちの○○生活』、『三ツ星カラーズ』の作者。
- もしかして

- カツオ
- カツオ (曖昧さ回避)

のいずれかではありませんか？